# Lua Mater
Lua Mater je římská bohyně. Nedostatek pramenů činí tuto postavu velmi obskurní a jaká byla její přesná funkce je záhadou. Podle Tita Livia, působícího na přelomu letopočtu, patřila, společně s Martem a Minervou-Nerio, mezi božstva kterým byly spálením obětovány ukořistěné zbraně nepřátel. Aulus Gellius, římský učenec z 2. století, ji nazývá Lua Saturni a v jím uvedených comprecatio – modlitbě, je vzývána společně se Saturnem.
Její jméno nejspíše vychází z luēs „sněť, rozklad, nákaza, mor“. Jaan Puhvel ji na základě této etymologie spojuje s védskou Nirrti „neřád, rozklad“ a zarathuštrickým démonem Astóvídátu „působící rozpad těla“. Podle klasického učence Herberta J. Rose není vztah mezi Luou a Saturnem příbuzenský, jak se tradičně předpokládá, a dokonce nepovažuje společné uvádění těchto dvou božstev za běžné. Nám dochovaná modlitba, podle jeho názoru, spojila tyto dvě postavy k nějakém konkrétním, nám neznámému, účelu. Namísto toho na základě obětování zbraní a souvislost se setím spojuje Luu s Martem, válečným a zemědělským bohem, a považuji za zlovolného „ducha obilí“ který zrno ničí, namísto toho aby mu prospíval“.